# Краснолука

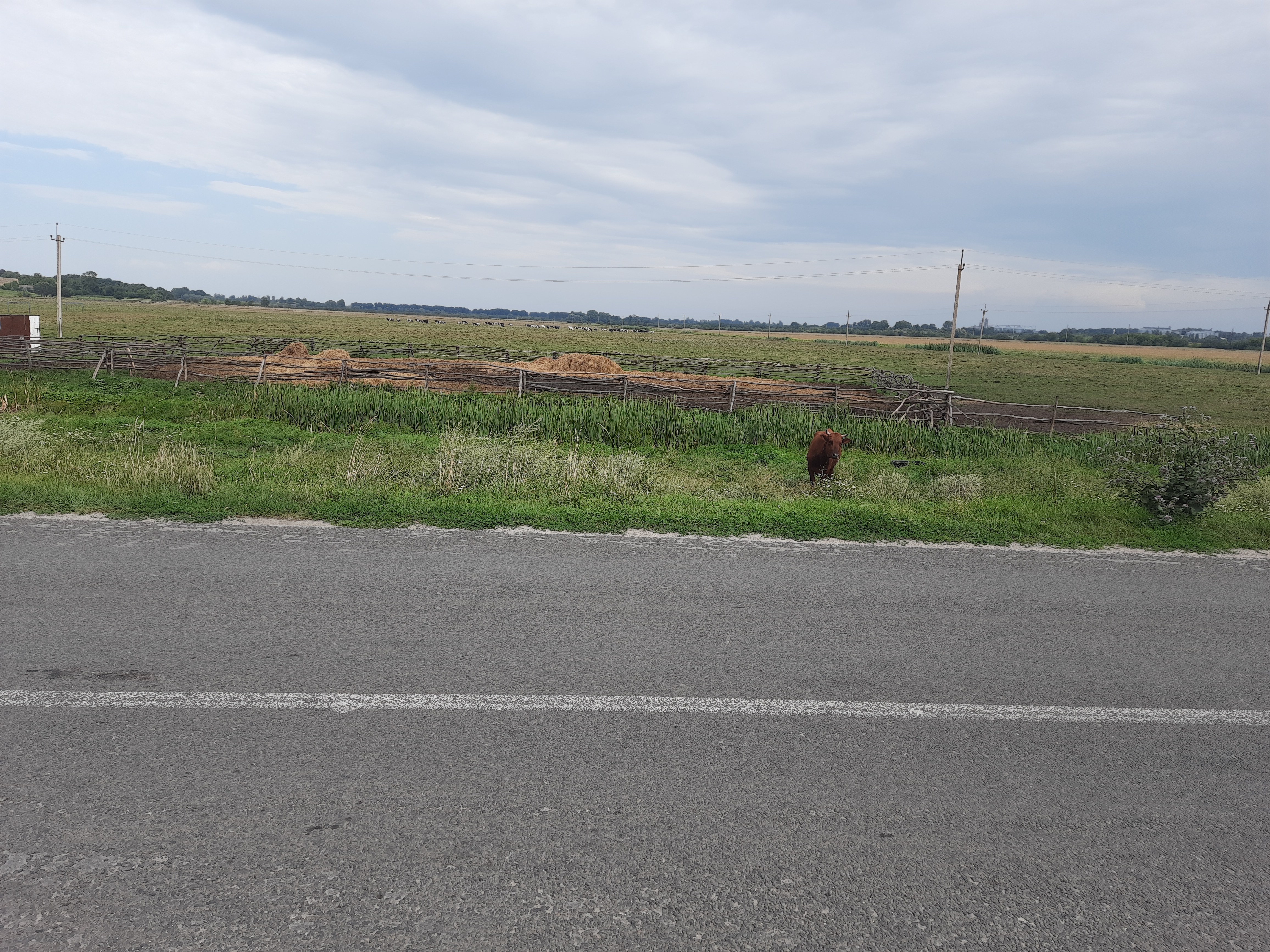
Краєвид біля села

Краснолука́ — село в Україні, у Лановецькій міській громаді Кременецького району Тернопільської області. У зв'язку з переселенням жителів хутір Кіптиха виключений з облікових даних.
1955—1993 Краснолука належала до Юськовецької сільської ради. В 1993 - 2017 роках адміністративний центр  Краснолуцької сільської ради.
Населення — 579 осіб (2001).

## Географія
Розташоване на річці Горинь, на сході району. Нижче за течією річки на відстані в 1,5 км розташоване село Юськівці, на протилежному березі — місто Ланівці та село Нападівка. Біля села знаходиться ботанічний заказник Кіптиха.

## Історія
Перша писемна згадка — 1578 року. У Кременецькій земській книзі зазначено, що Львова Вороницька Марина Андріївна заповіла своєму чоловікові зі Збаража Льву Вороницькому с.Татаринці, на заставу с.Якимівці та Красну Луку, які є її материнською спадщиною. 
В 1583 р. податок з села платив князь Сава Яловицький від 4 димів і 1 города. Частина села належала князю Льву Вороницькому. Наприкінці XIX ст.: в селі було 64 доми і жителів, маєток в Краснолуці належав Джевіцькому. За переписом 1911 р. в селі був водяний млин (17,700 пудів річного перемолу).
Діяли «Просвіта» та інші українські товариства.
12 червня 2020 року, відповідно до розпорядження Кабінету Міністрів України № 724-р «Про визначення адміністративних центрів та затвердження територій територіальних громад Тернопільської області» увійшло до складу Лановецької міської громади.
19 липня 2020 року, в результаті адміністративно-територіальної реформи та ліквідації Лановецького району, село увійшло до складу Кременецького району.
22 червня 2023 року рішенням №230 Національної комісії зі стандартів державної мови віднесено до списку населених пунктів, які «можуть не відповідати лексичним нормам української мови», зокрема стосуватися «російської імперської чи колоніальної політики». Громаді рекомендовано обґрунтувати доцільність збереження поточної назви або запропонувати нову назву в установленому законодавством порядку.

## Населення

### Мова
Розподіл населення за рідною мовою за даними :
| Мова            | Кількість | Відсоток |
| --------------- | --------- | -------- |
| українська      | 575       | 99.31%   |
| російська       | 2         | 0.35%    |
| румунська       | 1         | 0.17%    |
| інші/не вказали | 1         | 0.17%    |
| Усього          | 579       | 100%     |

## Соціальна сфера
Школа-садок — Комунальний Навчально-Виховний Комплекс «Краснолуцька загальноосвітня школа-дитячий садок» (директор — Сняткова Тетяна Іванівна), фельдшерсько-акушерський пункт.

## Транспорт
Крізь село простягається автошлях Р 43.

## Релігія
Є церква Святого Духа (1915, кам'яна), Дім молитви Християн віри євангельської (1995, мур.).

## Пам'ятки
Споруджено пам'ятник воїнам-односельцям, полеглим у німецько-радянській війні (1985).

## Відомі люди

### Народилися
- Петро Миколайович Прядун (1954—2014) — спортсмен, футболіст «Нива» (Тернопіль).